# Koberovy

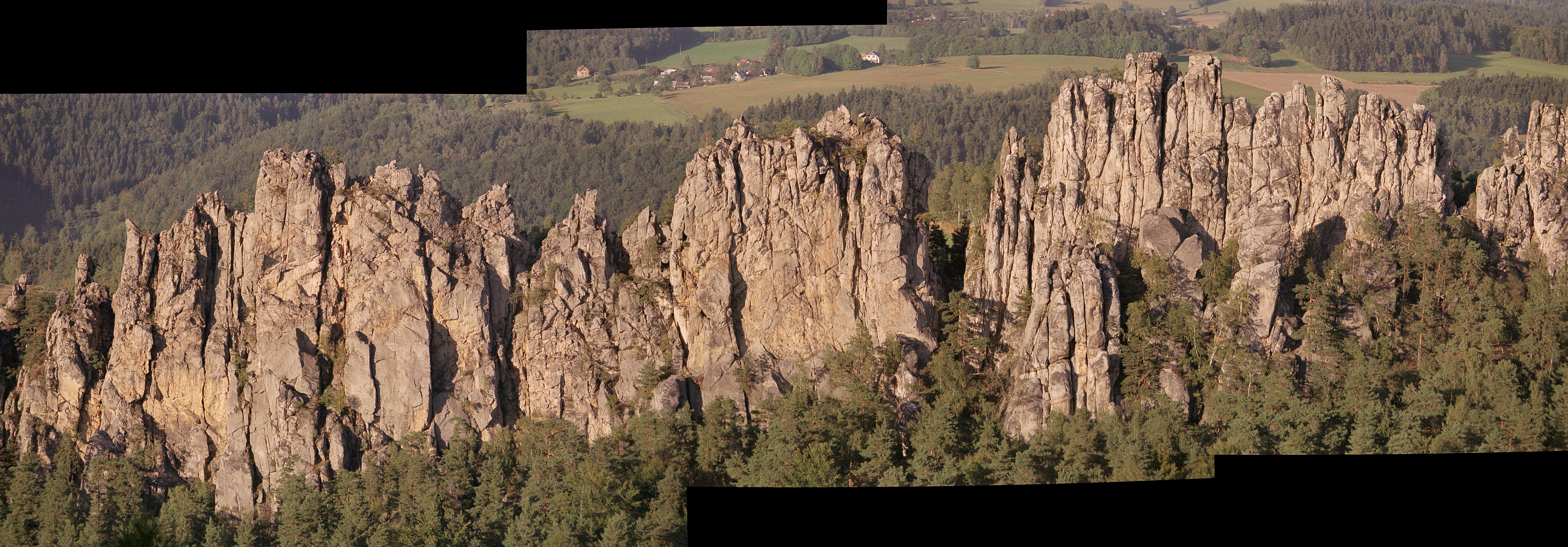
Blick vom Berg Sokol (Falke) auf Suché skály (Trockene Felsen) bei Koberovy; diese Felsen bestehen aus einer um 90° gekippten und damit senkrecht stehenden Sandsteinscholle.

Koberovy (deutsch Koberwald) ist eine Gemeinde mit 958 Einwohnern  (1. Januar 2004) in Tschechien. Sie liegt in 407 m ü. M. im nördlichen Teil des Böhmischen Paradieses zwischen den Städten Turnov und Železný Brod.
Der 1323 erstmals erwähnte Ort liegt in einer an Kultur- und Naturdenkmälern reichen Gegend. Durch die weitgehend unberührte Natur ist Koberovy ein beliebtes Ausflugsziel.

## Gemeindegliederung
Die Gemeinde Koberovy besteht aus den Ortsteilen Besedice (Bessetitz), Chloudov (Chlodow), Hamštejn (Hamstein), Koberovy (Koberwald), Michovka (Michowka), Prosíčka (Prositschka), Vrát (Wrat) und Zbirohy (Sbiroch).
Das Gemeindegebiet gliedert sich in die Katastralbezirke Besedice, Koberovy und Vrát.

## Sehenswürdigkeiten
- Naturdenkmal Suché skály nahe Besetice und Vrát
- Burg Zbiroh bei Zbirohy
- Schloss Hrubý Rohozec in Turnov